# Gigantione eiconaxii
Gigantione eiconaxii är en kräftdjursart som beskrevs av Clements Robert Markham 1994. Gigantione eiconaxii ingår i släktet Gigantione och familjen Bopyridae. Inga underarter finns listade i Catalogue of Life.